# 高原裸裂尻鱼
高原裸裂尻鱼（学名：Schizopygopsis stoliczkae）为輻鰭魚綱鯉形目鲤科裸裂尻鱼属的鱼类，俗名斯氏裸裂尻鱼。分布于中亚地区的印度河、赫尔曼德河、锡尔河、阿姆河等干支流以及青藏高原印度河水系上游狮泉河、噶尔河、象泉河和班公湖、玛法木湖、兰嘎湖、以及塔里木水系喀拉克什河上游、也分布于克什米尔、帕米尔、西亚地区诸水系等，常见于高原江河湖泊流水或缓流环境。该物种的模式产地在克什米尔的汉勒。體長可達34公分。

## 亚种
- 玛旁雍裸裂尻鱼（学名：Schizopygopsis stoliczkae maphamyumensis），Wa et Chu于1979年命名。在中国，分布于青藏高原等。该物种的模式产地在玛法木湖、兰嘎湖。[2]
- 高原裸裂尻鱼指名亚种（学名：Schizopygopsis stoliczkae stoliczkae），Steindachner于1866年命名。在中国，分布于青藏高原印度河水系上游狮泉河、噶尔河、象泉河、塔里木水系喀拉克什河等。该物种的模式产地在克什米尔的汉勒。[3]

## 扩展阅读
維基物種上的相關：高原裸裂尻鱼